# Rauchenwarth
Rauchenwarth est une commune autrichienne du district de Bruck an der Leitha en Basse-Autriche.

## Histoire
La commune appartenait au district de Wien-Umgebung jusqu'à sa dissolution en 2017.